# مارك غيبونز
مارك غيبونز (بالإنجليزية: Mark Gibbons)‏ هو قاضي ومحامي أمريكي، ولد في 12 ديسمبر 1950.

## وصلات خارجية
- مارك غيبونز على موقع إن إن دي بي (الإنجليزية)